# 包承祚
包承祚（？—？），浙江杭州府錢塘縣人，清朝政治人物。

## 生平
乾隆四十年（1775年）兵部左侍郎周煌奉命考察咸安宮官學教習，選拔人才包承祚等45人。乾隆四十三年（1778年）戊戌科三甲第十九名進士。乾隆五十一年（1786年）任龍巖直隸州知州。